# St. Urbani (Munster)

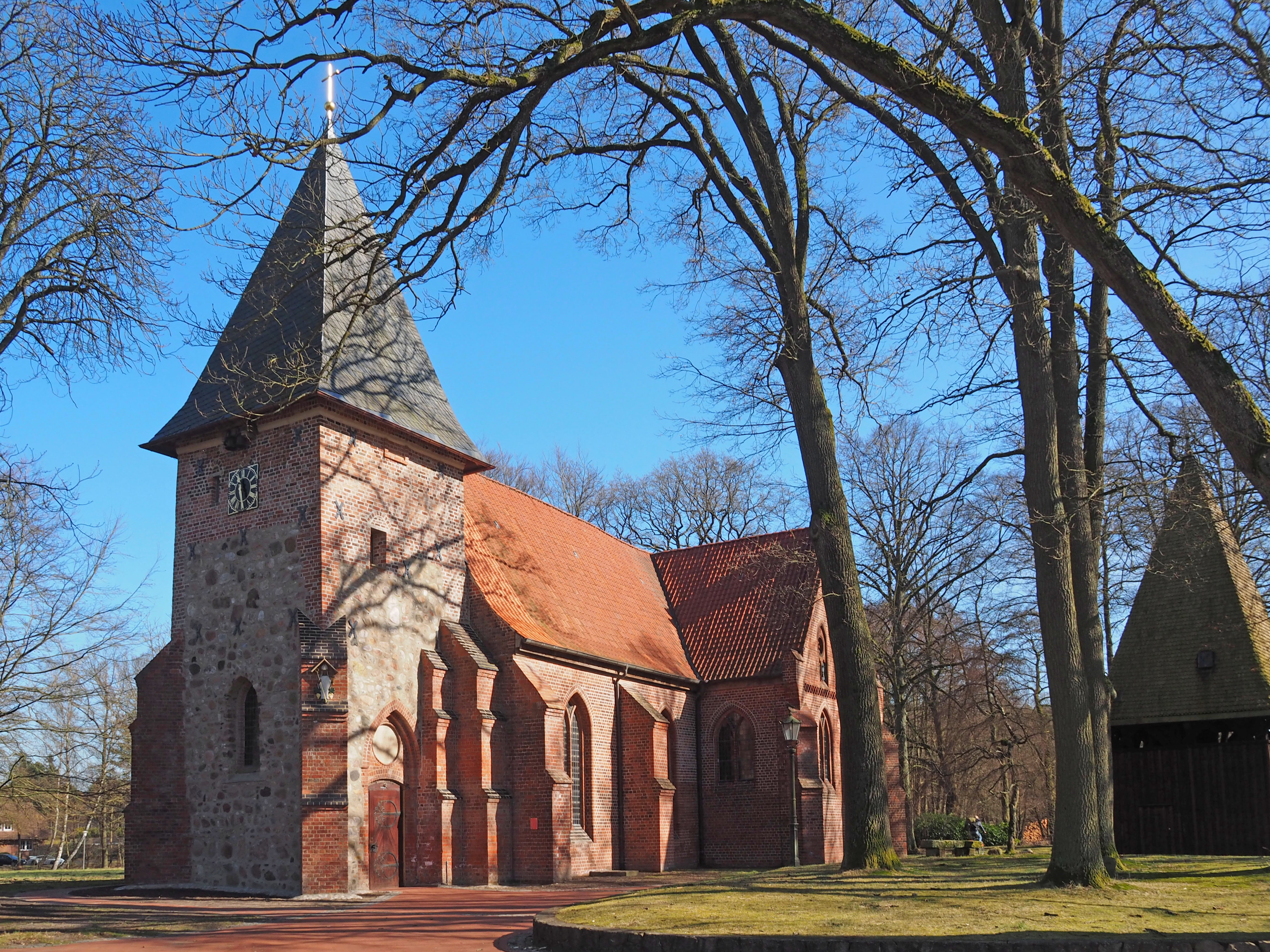
St. Urbani

Die St. Urbani ist eine evangelisch-lutherische denkmalgeschützte Kirche in Munster, einer Kleinstadt im Landkreis Heidekreis in Niedersachsen. Die Kirchengemeinde Munster gehört zum Kirchenkreis Soltau im Sprengel Lüneburg der Evangelisch-lutherischen Landeskirche Hannover.

## Beschreibung
Der älteste Teil der Kreuzkirche ist der Kirchturm im Westen. Er wurde im 13./14. Jahrhundert aus Feldsteinen errichtet. Der obere Teil kam erst nach 1519 hinzu. Zur gleichen Zeit entstand auch der freistehende Glockenstuhl. Das Langhaus und der Chor mit dem fünfseitigen Abschluss wurden im 15. Jahrhundert aus Backsteinen gebaut. Die Kirche wurde erst 1881 um ein Querschiff nach Plänen von Conrad Wilhelm Hase erweitert, als sie umfassend restauriert wurde. Die Wände werden von Strebepfeilern gestützt. Die breiten Querarme sind im Innern durch je eine freie Stütze unterteilt.

## Ausstattung
Zur Kirchenausstattung gehören ein bronzenes Taufbecken, 1432 von Cord Fribusch geschaffen, ein Flügelaltar, zwei Altarleuchter aus dem 16. Jahrhundert und eine um 1600 gebaute einfache Kanzel.
Der Flügelaltar der Kirche wird dem Schnitzer Volkmar Klovesten zugeschrieben und wurde mutmaßlich um 1440 geschaffen. Gestiftet wurde der Altar mit hoher Wahrscheinlichkeit durch den Pfarrer Johann Ribbeke, der bis zu seinem Tod 1440 in der St.-Urbani-Gemeinde tätig war. Eine Erneuerung des Altars wurde 1881 vorgenommen, wobei dabei die Außenseiten, die zuvor vier gemalte Szenen zeigten, übermalt wurden. Die Flügel und der Schrein zeigen jeweils in einem Feld eine Szene mit mehreren Figuren, die nach oben durch Baldachingesprenge abgeschlossen werden. Im linken Flügel wird die Kreuztragung Christi, im Mittelschrein die Grablegung Christi und im rechten Flügel die Höllenfahrt gezeigt. Bekrönt werden die Flügel und der Schrein jeweils von Akanthusschnitzwerk und nach unten durch eine Ornamentleiste abgeschlossen.

### Orgel
Die erste Orgel der Kirche wurde 1881 von Heinrich Vieth (Celle) eingebaut. Dieses Instrument wurde 1963 durch einen Neubau von Emil Hammer Orgelbau ersetzt. Dessen Disposition lautet:
| I Hauptwerk |                 |    |
| 1.          | Prinzipal       | 8′ |
| 2.          | Rohrflöte       | 8′ |
| 3.          | Oktave          | 4′ |
| 4.          | Nachthorn       | 4′ |
| 5.          | Oktave          | 2′ |
| 6.          | Waldflöte       | 2′ |
| 7.          | Sesquialtera II |    |
| 8.          | Mixtur IV       |    |
| 9.          | Trompete        | 8′ |
|             | Tremulant       |    |

| II Brustwerk |              |       |
| 10.          | Gedackt      | 8′    |
| 11.          | Gedacktflöte | 4′    |
| 12.          | Prinzipal    | 2′    |
| 13.          | Quinte       | 1 ⁄3′ |
| 14.          | Scharff III  |       |
| 15.          | Regal        | 8′    |
|              | Tremulant    |       |

| Pedal |                    |     |
| 16.   | Subbass            | 16′ |
| 17.   | Oktave             | 8′  |
| 18.   | Gedackt            | 8′  |
| 19.   | Oktave             | 4′  |
| 20.   | Nachthorn          | 2′  |
| 21.   | Fagott             | 16′ |
|       | Trompete (= Nr. 9) | 8′  |

- Koppeln: I/II, I/P, II/P
- Spielhilfen: Schwellkasten (Brustwerk)